# HD 221776
HD 221776，又名BD+37 4866，SAO 73351、HR 8950，是一颗位於仙女座的恒星，视星等为6.18，位于銀經106.69，銀緯-22.42，其B1900.0坐标为赤經23h 29m 51.7s，赤緯+37° -22.42′ 15″。